# Mile Budak
Milan "Mile" Budak (Sveti Rok, 30 de agosto de 1889- Zagreb, 7 de junio de 1945) fue un político y escritor croata ustacha. Conocido como uno de los principales ideólogos del movimiento ustacha fascista croata, que gobernó el Estado Independiente de Croacia durante la Segunda Guerra Mundial desde 1941 a 1945, llevando a cabo una campaña genocida contra la población de origen gitano y judío, y forzando a la conversión religiosa o a la expulsión de la población de origen serbio.

## Juventud y primeras actividades políticas
Milla Budak nació en Sveti Rok, en Lika, que era por entonces una parte del Imperio Austro-Húngaro. Asistió a la escuela en Sarajevo y estudió Derecho en la Universidad de Zagreb. En 1912, fue arrestado por las autoridades austro-húngaras acusado por su presunta participación en el intento de asesinato de Slavko Cuvaj, "ban" (virrey) de Croacia.
En 1914, después del inicio de la Primera Guerra Mundial, fue reclutado por el ejército Austro-Húngaro, donde alcanzó el grado de suboficial. En 1915, fue capturado por el ejército serbio y fue testigo de la retirada del ejército serbio a través de Albania en 1915-16. Al final de la guerra, Budak regresó a Zagreb. En 1920, recibió el título de abogado en la Universidad de Zagreb y se convirtió en empleado de la oficina de Ante Pavelić. Se convirtió en miembro activo del Partido de los Derechos Croata (HSP) y fue elegido para un escaño en la Asamblea de la Ciudad de Zagreb. En la década de 1920, fue editor de las revistas políticas que defendían la línea del partido HSP.

## Período ustacha

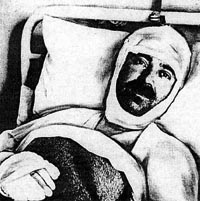
Budak tras sufrir un atentado fallido en 1932

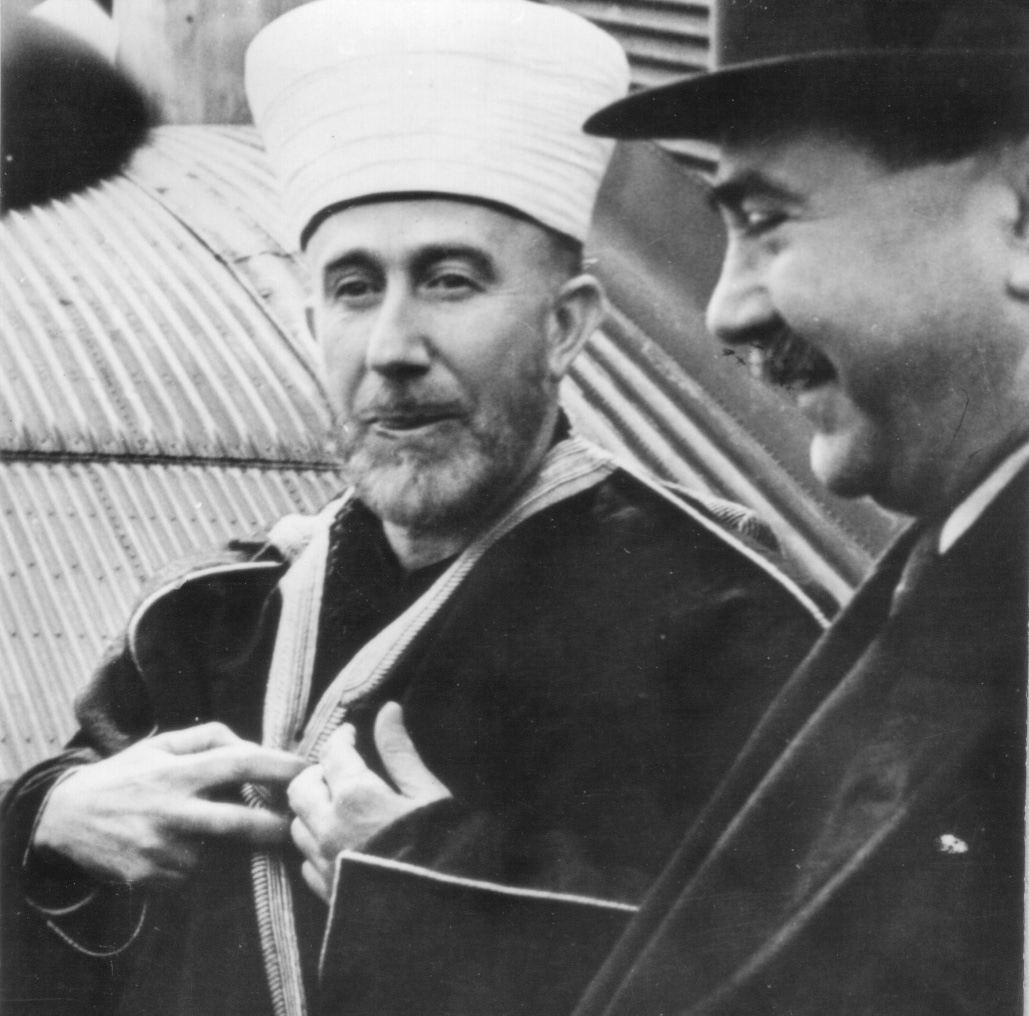
El colaborador nazi Haj Amin al-Husseini y Mile Budak reunidos en Sarajevo ocupado, 1943.

Budak y Vladko Macek fueron los abogados que representaron a Marko Hranilovic y a Matija Soldin en el juicio en medio de la Dictadura del 6 de enero. El 7 de junio de 1932, sobrevivió a un intento de asesinato por agentes cercanos al Reino de Yugoslavia. Posteriormente, emigró a Italia para unirse a la Ustacha como correo e informador, convirtiéndose poco después en el comandante de una de sus unidades En 1938, regresó a Zagreb, donde comenzó a publicar el semanario Hrvatski narod. En 1940, las autoridades prohibieron el periódico y fue arrestado. El 31 de marzo de 1941, en una carta conjunta a Hitler, Pavelić y Budak le propusieron que "...para ayudar al pueblo croata, establecer un Estado croata independiente que abarcaría las antiguas regiones de Croacia, entre ellas, Bosnia y Herzegovina".
Cuando el Estado Independiente de Croacia fue proclamado, Budak se convirtió en Jefe de la Propaganda del Estado y en Ministro de Educación y Culto. Como tal, declaró públicamente que la expulsión forzosa y la conversión religiosa de la minoría étnica serbia era la política nacional oficial. El novelista croata Miroslav Krlea describe a Budak como "un ministro de cultura con ametralladora". En un discurso en Gospic el 22 de julio de 1941, declaró: 

"El movimiento de los ustashi se basa en la fe, para las minorías tenemos tres millones de balas... Vamos a matar a una parte de los serbios, expulsar a la segunda parte, y convertir al catolicismo a la tercera parte de ellos."

 Esta exposición de la política ustacha se atribuye a Budak en distintas fuentes.
Más tarde se convirtió en el enviado de Croacia a la Alemania nazi (noviembre de 1941-abril de 1943) y en ministro de Relaciones Exteriores (mayo de 1943-noviembre de 1943). Cuando el Estado Independiente de Croacia se derrumbó, Budak fue capturado por las autoridades militares británicas y entregado a Tito (jefe de los partisanos) el 18 de mayo de 1945. Fue sometido a un consejo de guerra (anterior a la formación del Tribunal Militar del Segundo Ejército Yugoslavo) celebrado en Zagreb el 6 de junio de 1945, y condenado a muerte en la horca el mismo día. Su ejecución al día siguiente tuvo lugar exactamente 13 años después del intento de asesinato que había sufrido en 1932. Durante el juicio, Budak afirmó que no era culpable de nada.

## Obra literaria
Budak era conocido por su obra literaria, en especial novelas y obras de teatro en las que se glorificaba a los campesinos croatas. Sus obras incluyen Ognjište (El Corazón), Opanci dida Vidurine (Los Zapatos del abuelo Vidurina), y Rascvjetana trešnja (La Floración del Cerezo).
Acerca de la escritura de Budak, se ha dicho que: "Aquí encontramos la concepción obstinada, espiritual-realista del hombre y su relación con la tierra en la que vive y que Milla Budak simboliza como 'el corazón'".
Después de la guerra sus libros fueron prohibidos por las autoridades de la Yugoslavia comunista. Por lo tanto, muchos nacionalistas croatas vieron a Budak como una gran figura de la literatura en croata, igual, si no superior, a la del izquierdista Miroslav Krleža. Después de la independencia de Croacia a principios de 1990, la Unión Democrática Croata, emprendió una reinterpretación tendenciosa de los colaboracionistas fascistas de la Ustacha durante la Segunda Guerra Mundial como una fuerza patriótica croata. Por lo tanto, se procedió a la reedición a principios de 1993 de las obras completas de Milla Budak, el segundo al mando en el régimen Ustacha. El escritor croata Giancarlo Kravar escribió al respecto: "...La Ustacha, en su historia, era indudablemente también un movimiento político positivo para la afirmación de Croacia y la construcción de su Estado, la expresión de siglos de una larga aspiración del pueblo croata"

## Legado
- En agosto de 2004, había diecisiete ciudades en Croacia que tenían calles con el nombre de Budak.[20]
- En agosto de 2012, al menos una calle en Bosnia y Herzegovina lleva el nombre de Budak (en Mostar).
- La Archidiócesis de Zagreb declaró que no tenía ninguna objeción a la erección de un monumento dedicado a Budak.[21]